# Baloncesto en los Juegos Asiáticos
En los Juegos Asiáticos el baloncesto se lleva a cabo desde la primera edición en 1951.
El ganador del torneo de los juegos asiáticos se consideraba como el campeón asiático hasta que en 1960 se fundó el Campeonato FIBA Asia.

## Campeones (Torneo Masculino)
| Año          | Sede                 |               | Medalla de oro | Final Resultado | Medalla de plata |        | Medalla de bronce                                 | Resultado | Cuarto Lugar |
| 1951 Detalle | Nueva Delhi, India   | Filipinas     |                | Japón           | Irán             |        | India                                             |           |              |
| 1954 Detalle | Manila, Filipinas    | Filipinas     |                | Taiwán          | Japón            |        | Corea del Sur                                     |           |              |
| 1958 Detalle | Tokio, Japón         | Filipinas     |                | Taiwán          | Japón            |        | Corea del Sur                                     |           |              |
| 1962 Detalle | Yakarta, Indonesia   | Filipinas     |                | Japón           | Corea del Sur    |        | Tailandia                                         |           |              |
| 1966 Detalle | Bangkok, Tailandia   | Israel        | 90-42          | Tailandia       | Corea del Sur    | 72-60  | Japón                                             |           |              |
| 1970 Detalle | Bangkok, Tailandia   | Corea del Sur |                | Israel          | Japón            |        | Taiwán                                            |           |              |
| 1974 Detalle | Teherán, Irán        | Israel        | 92-85          | Corea del Sur   | China            | 101-89 | Filipinas                                         |           |              |
| 1978 Detalle | Bangkok, Tailandia   | China         | 91-71          | Corea del Sur   | Corea del Norte  |        | Japón                                             |           |              |
| 1982 Detalle | Nueva Delhi, India   | Corea del Sur |                | China           | Japón            |        | Filipinas                                         |           |              |
| 1986 Detalle | Seúl, Corea del Sur  | China         |                | Corea del Sur   | Filipinas        |        | Jordania                                          |           |              |
| 1990 Detalle | Pekín, China         | China         | 90-74          | Filipinas       | Corea del Sur    | 99-74  | Japón                                             |           |              |
| 1994 Detalle | Hiroshima, Japón     | China         | 100-71         | Corea del Sur   | Japón            | 79-76  | Filipinas                                         |           |              |
| 1998 Detalle | Bangkok, Tailandia   | China         | 112-92         | Corea del Sur   | Filipinas        | 73-68  | Kazajistán                                        |           |              |
| 2002 Detalle | Busán, Corea del Sur | Corea del Sur | 102-100        | China           | Kazajistán       | 68-66  | Filipinas                                         |           |              |
| 2006 Detalle | Doha, Catar          | China         | 59-44          | Catar           | Irán             | 84-78  | Jordania                                          |           |              |
| 2010 Detalle | Guangzhou            | China         | 77–71          | Corea del Sur   | Irán             | 74–66  | Japón                                             |           |              |
| 2014 Detalle | Incheon              | Corea del Sur | 79–77          | Irán            | Japón            | 76–72  | Kazajistán                                        |           |              |
| 2018 Detalle | Yakarta              | China         | 84–72          | Irán            | Corea del Sur    | 89–81  | Archivo:Flag of Chinese Taipei.svg · China Taipéi |           |              |

## Medallero
| Núm. | País            | Oro | Plata | Bronce | Total |
| ---- | --------------- | --- | ----- | ------ | ----- |
| 1    | China           | 8   | 2     | 1      | 11    |
| 2    | Corea del Sur   | 4   | 6     | 4      | 14    |
| 3    | Filipinas       | 4   | 1     | 2      | 7     |
| 4    | Israel          | 2   | 1     | 0      | 2     |
| 5    | Japón           | 0   | 2     | 6      | 8     |
| 6    | Irán            | 0   | 2     | 3      | 5     |
| 7    | China Taipéi    | 0   | 2     | 0      | 2     |
| 8    | Catar           | 0   | 1     | 0      | 1     |
| 9    | Tailandia       | 0   | 1     | 0      | 1     |
| 10   | Kazajistán      | 0   | 0     | 1      | 1     |
| 11   | Corea del Norte | 0   | 0     | 1      | 1     |

- Datos: Q1048665